# Тірумангай
Тірумангай (*திருமங்கையாழ்வார்,VIII ст. ) — тамільський поет-альвар (вішнуїстський поет-святий) часів держави Чола.

## Життєпис
Народився у селі Тірукурайялур, що розташовувалося на території сучасного штату Тамілнаду. Походив з родини племіної знаті. При народженні мав ім'я Каліян. Почав службу під проводом батька, який був військовиком у армії Чола. Згодом сам відзначився у низці битвах, за що отримав титул паракала та посаду намісника в області Алінаду зі столицею у Тірумангай. З початку відзначився здирництво, грабунками. Потім під впливом дружини навернувся до вішнуїзму. Потім зрікя усіх посад й став у своїх віршах проповідувати принципи вішнуїзму, зрешту отримавши статус альвара (або ажвара) — поета-святого.

## Творчість
У сього в доробку Тірумангая є 6 поем (значну частину складають релігійні гімни), в яких він звеличує Вішну, розповідає про причини людських страждань, шляхи спасіння. Це «Періятірумолі», «Тірунедунтхандакам», «Тірукурутхандакам», «Тірувелукутіруккай», «Сіріятірумандал», «Періятірумандал».